# Szurdokkápolnok
Szurdokkápolnok (románul: Copalnic) település Romániában, a Partiumban, Máramaros megyében.

## Fekvése
Nagybányától délre, Kápolnokmonostor és Kővárberence közt fekvő település.

## Története
Szurdokkápolnok vagy Kápolnok nevét 1405-ben említette először oklevél Kwzepsew Kopalnok néven, mikor Zsigmond király Kővárt Balk fiainak, Demeternek és Sandrinnak, illetve Drág fiainak, Györgynek és Sandrinnak adományozta. 1424-ben Also Kapolnok, 1475 körül Zurdogcapan, Szurdok-Kápolnok, 1733-ban Kopálnok, 1750-ben Kopalnik, 1760–1762 között Szurduk Kopolnok, 1808-ban Kápolnak (Szurdok-), Kapolnok, 1888-ban Szurduk-Kápolnok (Kopálnik), 1913-ban Szurdukkápolnok néven írták.
Szurdokkápolnok Kővár tartozéka és román falu volt. 1424-ben Drágfi-birtok, és a Drágfiak osztozkodásakor Drág fiainak: Györgynek és Sandrinnak jutott. 1565-ben, mikor Kővár I. Miksa császár kezébe került, Kápolnoki György vajda Szurduk-Kápolnokot magáénak, valamint rokonainak Nemes Dán, Pap Márton és Tamás birtokának vallotta, de 1567-ben II. János király e birtokot I. Miksa császártól, azt összes tartozékaival együtt visszafoglalta, és Beregszói Hagymási Kristófnak adományozta.
1579-ben Báthory Kristóf Mikle Tódort, Dánt, Lázárt, Gergelyt, ifj. Dánt, Pétert, Tamást, Jánost, ifjabb Jánost s Lukácsot egész Szurdok-Kápolnok birtokában megerősítette. 1633-ban I. Rákóczi György fejedelem Nagy-Szebenben megnemesítette szurdukkápolnoki Onács Istvánt. 1650-ben Kővárhoz tartozott. 1770-ben több család; a Mikle, Gicz, Pap, Hoff, Babb, Páska, Szőcs, Onács, Unofra, Kerekes, Fántya, Rusz, Herczeg, Bartas, Lengyel, Tarcze, Roska, Fazakas, Kornyécz, Dragamir, Kodre, Muresán, Faur, Bota, Buzdugány, Muntyán, Orosz, Kádár és Kozmucza családok birtoka.
1898-ban birtokosai a közbirtokosság, Bobb és Bartos Gerő, Mikle György utódai örökség folytán. 1910-ben 1130 lakosa volt, melyből 6 magyar, 26 német, 1049 román, 49 cigány volt. Ebből 578 görögkatolikus, 520 görögkeleti ortodox és 26 izraelita volt. A trianoni békeszerződés előtt Szolnok-Doboka vármegye Kápolnokmonostori járásához tartozott.

## Nevezetességei
- Görög keleti fatemploma. A község közepén épült, benne egy festményt 375 évesnek tartanak. A templomot Adormira Ssti Mária tiszteletére szentelték fel, 4 harangja van, melyek közül egyet Onofre Vaszi és Pap Mária öntetett Kolozsváron. A templom mellett az 1800-as évek végén még három hatalmas tölgyfa állt.
- Görögkatolikus temploma. Kőépület, a falu déli részén épült és a Boldogságos Szűz megjelenésének tiszteletére szentelték fel, 1770 körül. Anyakönyvet 1834-től vezetnek. Három harangja közül egyet Pap Mária öntetett.